# Улица браће Јерковић (Београд)
| Улица · БРАЋЕ ЈЕРКОВИЋ | Улица · БРАЋЕ ЈЕРКОВИЋ                                                    |
| ---------------------- | ------------------------------------------------------------------------- |
|                        |                                                                           |
| Општина                | Вождовац                                                                  |
| Почетак                | улица Мишка Јовановића                                                    |
| Крај                   | улица Светозара Радојичића улица Драгице Кончар улица Владимира Митровића |
| Дужина                 | 3350 m                                                                    |
| Ширина                 | 15 m                                                                      |
| Названа                | 1946.                                                                     |
|                        |                                                                           |
|                        |                                                                           |

Улица браће Јерковић је главна и највећа улица у београдском насељу Браће Јерковић.

## Име
Улица је, као и насеље у коме се налази, добила име по учесницима НОБ-а, браћи Јерковић: Душану и Небојши. Обојица су погинули 1941. године.

## Суседне улице
- Торлачка
- Кнеза Богосава
- Витановачка
- Орелска
- Сива Стена
- Дарвинова
- Мештровићева
- Јована Бијелића
- Пива Караматијевића
- Кружни пут вождовачки
- Митрово брдо Нова 1
- Војводе Влаховића
- Владимира Митровића
- Рајачка
- Драгице Кончар